# Emil Beck
Emil Beck (ur. 22 listopada 1887 w Sachsenweiler, zm. 20 lutego 1982 tamże) – niemiecki inżynier i urzędnik w Deutsche Reichsbahn.

## Życiorys
Po ukończeniu szkoły średniej w latach 1907–1911 Beck studiował inżynierię lądową w Wyższej Szkole Technicznej w Stuttgarcie (Technische Hochschule Stuttgart) i w Królewskiej Wyższej Szkole Technicznej w Gdańsku (Königliche Technische Hochschule zu Danzig). Po odbyciu aplikacji Beck pracował jako rządowy majster budowlany (Regierungsbaumeister) (asesor) na Kolejach Państwowych Wirtembergii (Württembergische Staatseisenbahnen).
Beck brał udział w I wojnie światowej jako oficer i został odznaczony Krzyżem Żelaznym II i I klasy.
Po powrocie do cywilnej służby kolejowej Beck został w 1922 r. przeniesiony do Wrocławia. W 1923 r. udał się do Albanii w charakterze głównego inżyniera budowy kolei i dróg, gdzie po niedługim czasie powierzono mu stanowisko Generalnego Dyrektora Robót Publicznych. W 1928 r. Beck wrócił do Niemiec, ponownie zatrudniając się w Dyrekcji Kolei Rzeszy we Wrocławiu (Reichsbahndirektion Breslau).
W 1931 r. wstąpił do NSDAP (numer: 460 298). W tym samym roku Beck został przeniesiony do centrali Kolei Rzeszy (Deutsche Reichsbahn). W 1935 r. Beck przeniósł się do Dyrekcji Kolei w Szczecinie (Reichsbahndirektion Stettin), w 1936 do Dyrekcji Kolei w Augsburgu (Reichsbahndirektion Augsburg), w 1938 jako wiceprezes Dyrekcji Kolei w Monachium (Reichsbahndirektion München), w 1939 prezes Dyrekcji Kolei w Łodzi (Eisenbahndirektion Lodsch), a następnie prezes Dyrekcji Generalnej Kolei Wschodniej (Generaldirektion der Ostbahn – Gedob) w Generalnym Gubernatorstwie (Generalgouvernement für die besetzten polnischen Gebiete) w Krakowie, i prezes Dyrekcji Kolei w Berlinie (Reichsbahndirektion Berlin) (1940-1945).